# Ken Griffey Sr.
George Kenneth Griffey Sr. (ur. 10 kwietnia 1950) – amerykański baseballista, który występował na pozycji zapolowego i pierwszobazowego. Jest ojcem Kena Griffeya Jr..
Karierę rozpoczynał w Cincinnati Reds, z którym dwukrotnie wygrał World Series. W 1980 podczas swojego trzeciego występu w Meczu Gwiazd, został wybrany najbardziej wartościowym zawodnikiem spotkania, zdobywając home runa i single'a. Grał jeszcze w New York Yankees, Atlanta Braves, ponownie w Cincinnati Reds i w Seattle Mariners, w którym zakończył karierę w 1991.
Członek Cincinnati Reds Hall of Fame od 2004.
| Nagroda/wyróżnienie         | Lata             | Źródło |
| 3× All-Star                 | 1976, 1977, 1980 | [ 2 ]  |
| All-Star Game MVP           | 1980             | [ 5 ]  |
| 2× zwycięzca w World Series | 1976, 1977       | [ 1 ]  |